# Абулафия, Дэвид
Дэвид Абулафия (англ. David Abulafia; род. 12 декабря 1949, Твикнем, Великобритания) — британский историк, специалист по Средиземноморью, в особенности по эпохам Средневековья и Возрождения, в первую очередь по Италии и Испании. Дважды доктор и эмерит-профессор Кембриджского университета, с которым связана вся его карьера, член Британской академии (2010).
Отмечен British Academy Medal (2013), лауреат Wolfson History Prize (2020).

## Биография
Родился в известной семье евреев-сефардов. Учился в St. Paul's School и Королевском колледже Кембриджского университета. В Кембриджском университете получил степень магистра истории и две докторские — доктора философии (PhD) по истории и доктора изящной словесности; докторскую диссертацию защитил по Сицилийскому королевству. Ныне эмерит-профессор Кембриджа (профессор с 2000 года) и именной профессорский член его Колледжа Гонвилл-энд-Киз (член с 1974). Член Academia Europaea (2002) и Королевского общества древностей (2011). Называет себя современным ортодоксом. Супруга (с 1979) — Анна Абулафия, также историк и дважды доктор, член Британской академии и Королевского исторического общества, сверх чего эмерит-профессор Оксфорда. Они познакомились на конференции в Италии; две дочери. В 2024 году попал под санкции России.

## Книги
- Frederick II (1988, Oxford University Press, 446 p)
- The western Mediterranean kingdoms, 1200—1500: the struggle for dominion (1997, Longman, 319p)
- A Mediterranean Emporium: The Catalan Kingdom of Majorca (2003, Cambridge University Press, 316p)
- The Mediterranean in History (2003, J. Paul Getty Museum, 320p)
- Italy in the central Middle Ages (2004, Oxford University Press, 320p)
- The Two Italies: Economic Relations Between the Norman Kingdom of Sicily and the Northern Communes (1977, 2nd ed — 2005, Cambridge University Press, 332p)
- The Discovery of Mankind: Atlantic encounters in the age of Columbus (2008, Yale University Press, 408p)
- The Great Sea: A Human History of the Mediterranean[англ.] (2011, Penguin Books, 816p) — отмечена Mountbatten Maritime Prize[англ.], переведена на десять языков
- The Boundless Sea: a Human History of the Oceans (2019, Allen Lane, 1088p) — отмечена премией Вулфсона (Wolfson History Prize) за 2020 год[14].